# فيغا (صاروخ)
فيغا (لغة إيطالية :Vettore Europeo di Generazione Avanzata) 
صاروخ حامل أوربي من الجيل المتقدم "وهو من نوع نظام الإطلاق المستهلك ويستخدم من قبل أريان سبيس وتم تطويره بصورة مشتركة ما بين (وكالة الفضاء الإيطالية) و وكالة الفضاء الأوروبية .بدأ تطويره 1998 وأول إطلاق له من قاعدة غيانا الفرنسية في 13 شباط 2012.
وطلبت أريان سبيس طلبيات صواريخ تغطي الفترة حتى عام 2018 على الأقل.
وصُمم الصاروخ فيغا ليحمل أقمار اصطناعية صغيرة (من 300كغم-إلى 2,500كغم) للأغراض العلمية ومراقبة الأرض ولمهمات المدار أرضي والمدار القطبي المنخفضة.
ومن المهات المميزة للصاروخ فيغا إرساله لبلوغ المدار القطبي على ارتفاع مع 1700 كلم وبحمولة 1500 كغم.
وسمي فيغا على أسم نجم فيغا (بالعربية النسر الواقع) . وفيغا هو من نوع الصواريخ ذات الهيكل الواحد (من دون صواريخ تعزيز تربط به) مع ثلاث مراحل تعمل
بمحركات الوقود الصلب .
المرحلة الأولى بي 80 , المرحلة الثانية زيفيرو 23, اما المرحلة الثالثة فهي زيفيرو 9.اما المرحلة العلوية فتسمى(افام) وتملك محرك يعمل بالوقود السائل .التقنيات المستخدمة في تطوير (بي 80) ستستخدم أيضاً في المستقبل لتطوير صاروخ أريان.وأكبر المشاركين في مشروع الصاروخ فيغا هم إيطاليا بنسبة 65% , ثم فرنسا بنسبة(13%). والمساهمون الأخرون هم كل من إسبانيا، بلجيكا، سويسرا، والسويد.

## قابلية النقل
أشارت أريان سبيس إلى قدرة فيغا على حمل 1500 كغم إلى دائرة المدار القطبي عند ارتفاع 700 كلم.
تسوق أريان سبيس الصاروخ فيغا على انه مصمم للمهمات إلى المدار قطبي والمدار متزامن مع الشمس . وتمكن الصاروخ فيغا من وضع القمر الاصطناعي لاريا البالغ وزنه 386 كغم في مداره على ارتفاع 1450 كلم مع زاوية ميل قدرها 69,5 درجة

## المواصفات

### المراحل
| [ 11 ] [ 12 ]      | مرحلة الصاروخ بي 80 | زيفيرو 23 | زيفيرو 9  | المرحلة العلوية افام |
| ------------------ | ------------------- | --------- | --------- | -------------------- |
| ارتفاع             | 11,7م               | 7.5م      | 3,5م      | 1.7م                 |
| قطر                | 3 م                 | 1.9 م     | 1.9 م     | 2.31 م               |
| وزن المادة الدافعة | 88 طن               | 24 طن     | 10.5 طن   | 0.55 طن              |
| وزن المحرك الجاف   | 7330 كغم            | 1950 كغم  | 915 كغم   | 131 كغم              |
| وزن غلاف المحرك    | 3260 كغم            | 900 كغم   | 400 كغم   | 16 كغم               |
| معدل الرفع         | 2200ك ن             | 871 ك ن   | 260 ك ن   | 2.42 ك ن             |
| زمن الإحتراق       | 110 ثانية           | 77 ثانية  | 120 ثانية | 6672 ثانية           |
| الحافزالمحدد       | 280 s               | 287.5 s   | 296 s     | 315.5 s              |

### مقصورة الحمولة
مقصورة الحمولة في الصاروخ «فيغا» مُصممة ومُنتجة بواسطة شركة (RUAG Space) السويسرية.ويبلغ قطر المقصورة 2,6 م، ارتفاعها 7,8 م ووزنها 400 كغم.

## محركات الوقود الصلب
أول ثلاث مراحل من الصاروخ تعمل بالوقود الصلب أنتجت بواسطة شركة أفيو، المنتج الرئيسي لصاروخ فيغا من خلال شركته الفرعية (أي ال في)
كل واحد من هذه المحركات مُنح الترخيص بالعمل بعد تجربتين اختبار واحدة لتقييم الإداء والأخُرى لترتيب الإطلاق النهائي.

### زيفيرو 9
أول محرك اكتمل كان زيفيرو 9 وهو محرك المرحلة الثالثة.وأول اختبار أجري له في 20كانون الأول/ديسمبر 2005 في ميدان اختبار(سالتي دي كورة) جنوب شرق سردينيا على سواحل البحر الأبيض المتوسط وكان اختباراً ناجحاً بالكامل.
بعد مراجعة التصميم المبنية على اساس اختبار الإطلاق الأول. , جرى أختبار ثاني في نفس ميدان الاختبار الأول في آذار/مارس 2007 وبعد 35 ثانية من بدء الاختبار حدث هبوط مفاجئ في ضغط المحرك الداخلي مما ادى إلى زيادة زمن الأحتراق.
في23 أكتوبر 2008 تم اختبار النسخة المطورة من زيفيرو 9(والتي تتضمن تعديل تصميم المنفث) بنجاح.
في 28 نيسان/أبريل 2009 اطلقت تجربة الاختبار التأهيلي النهائي في ميدان (سالتي دي كورة) .

### زيفيرو 23
بدأ تطوير المحركات زيفيرو بتمويل جزئي من شركة أفيو من جهة وتمويل جزئي اخر من وكالة الفضاء الإيطالية.
يشكل زيفيرو 23 المرحلة الثانية من الصاروخ فيكا. وهو يتألف من غلاف مصنوع من كاربون-الأيبوكسي وبطريقة السلك الملفوف (filament-wound) إضافة إلى منفث (فوهة) مصنوع من كربون-كربون المقوى .: وحمولة مادة دافعة فيه تبلغ 23 طن. أختبر الصاروخ لأول مرة بنجاح في 26 حزيران/يونية 2006 في ميدان سالتي دي كورة. واختبر للمرة الثانية بنجاح ايضاً في ميدان سالتي دي كورة في 27 آذار/ مارس 2008 .

### بي 80
بي 80 هو المرحلة الأولى من الصاروخ فيغا، واشتق أسمه من وزن الوقود الذي يحمله والبالغ 80 طن، ولاحقاً ازداد الوزن إلى 88 طن ويتكون نظام توجيه الدفع (الذي طور وصنع في بلجيكا) من محركين كهربائيين يشغلان منفث متحرك بواسطة مفصل متحرك باستخدام بطارية ايون الليثيوم.ويبلغ قطر غلاف الصاروخ 3 م ويصنع من كرافيت ايبوكسي مصنوع بطريقة السلك الملفوف مع مطاط قليل الكثافة يستخدم للعزل الكهربائي الداخلي.ويصنع المنفث (الفوهة)من مادة الكاربون الفينولي الخفيف والمنخفض السعر.والمادة الدافعة هي الوقود الصلب يحتوي على القليل من مادة تساعد على التماسك ونسبة مئوية كبيرة من ألومنيوم (HTPB 1912) .
أختبر المحرك لأول مرة بنجاح في 30 تشرين الثاني/نوفمبر 2006 في جزيرو كورو في غيانا الفرنسية .
واجري اختبار إطلاق الثاني بنجاح في 4 كانون الأول/ديسمبر 2007 في جزيرة كورو (غيانا الفرنسية) محققاً متوسط دفع 190 طن خلال 111 ثانية.وكان سلوك المحرك مطابقاً للتوقعات.
وستزداد في النسخ المستقبلية من مرحلة الصاروخ هذه كمية الدافع إلى 100 طن (P100)والى 120 طن (P120).

### المرحلة العلوية
افام بالإنجليزية (AVUM) وهي أختصار ل (Attitude Vernnier Upper Module)المرحلة العلوية طورتها شركة أفيو وقد صُممت لتضع حمولتها من
الأقمار الاصطناعية في مدارها المحدد.وتتألف مقصورة أفيوم من نموذجين الأول (APM)وهي اختصار ل(AVUM Propulsion Module) و (AAM)وهي اختصار ل(Avum Avonics Module).

## الرحلات

### الرحلة الأولى
أول إطلاق للصاروخ فيغا حصل في 13شبط /فبراير 2013.
| No. | تأريخ/توقيت (UTC)   | نوع   | رقم التسلسل. | مكان الإنطلاق                      | الحمولة | نوع الحمولة                   | المدار                     | النتيجة | ملاحظات               |
| --- | ------------------- | ----- | ------------ | ---------------------------------- | --- | ----------------------------- | -------------------------- | ------- | --------------------- |
| 1   | 2012-02-13 10:00:00 | فيكا  | VV01         | مركز جويانا للفضاء غويانا الفرنسية | LARES (satellite)/ ALMASat 1 /e-st@r / Goliat /MaSat-1 / PW-Sat / ROBUSTA / UniCubeSat-GG / Xatcobeo\|XaTcobeo | (قمر الجيوديسيا) ، (قمر نانو) | مدار الأرض المنخفض         |         | رحلة فيكا الأولى      |
| 2   | 2013-05-07 02:06:31 | فيرتا | VV02         | مركز جويانا للفضاء غويانا الفرنسية | Proba-V / VNREDSat 1A ESTCube-1                                                                                | (قمر صناعي لرصد الأرض)        | (مدار متزامن مع الشمس)     |         | الإطلاق التجاري الاول |
| 3   | 2014-04-30 01:35:15 | فيترا | VV03         | مركز جويانا للفضاء غويانا الفرنسية | (KazEOSat-1)                                                                                                   | قمر صناعي لرصد الأرض          | مدار متزامن مع الشمس       |         |                       |
| 4   | 2014-11-18          | فيترا |              | مركز جويانا للفضاء غويانا الفرنسية | (IXV) | دخول جوي (إثبات تكنلوجي)      | (رحلات الفضاء دون المداري) |         |                       |
|     | 2Q 2015             | فيكا  |              | مركز جويانا للفضاء غويانا الفرنسية | (Sentinel 2)                                                                                                   | قمر صناعي لرصد الأرض          | مدار متزامن مع الشمس       |         |                       |
|     | 2015                | فيرتا |              | مركز جويانا للفضاء غويانا الفرنسية | (ADM-Aeolus)                                                                                                   | قمر الأرصاد الجوية            | مدار متزامن مع الشمس       |         |                       |
|     | 2015                | فيرتا |              | مركز جويانا للفضاء غويانا الفرنسية | (LISA Pathfinder)                                                                                              | (إثبات تكنلوجي))              | (مدار هالة) نقاط لاغرانج   |         |                       |
|     | 2015                |       |              | مركز جويانا للفضاء غويانا الفرنسية | (G?ktürk-1) | قمر صناعي لرصد الأرض          | مدار متزامن مع الشمس       |         |                       |
|     | 2016                | فيكا  |              | مركز جويانا للفضاء غويانا الفرنسية | (OPTSAT 3000) / (VENµS)                                                                                        | قمر صناعي لرصد الأرض          | مدار متزامن مع الشمس       |         |                       |
|     | 2016-17             | Vega  |              | مركز جويانا للفضاء غويانا الفرنسية | Sentinel 3B | قمر صناعي لرصد الأرض          | مدار متزامن مع الشمس       |         |                       |
|     | 2017                | فيرتا |              | مركز جويانا للفضاء غويانا الفرنسية | PRISMA | قمر صناعي لرصد الأرض          | مدار متزامن مع الشمس       |         |                       |
|     | 2017                |       |              | مركز جويانا للفضاء غويانا الفرنسية | TARANIS | قمر صناعي لرصد الأرض          | مدار متزامن مع الشمس       |         |                       |

## الكلفة
كلف تطوير الصاروخ فيكا 710 مليون يورو كما أنفقت وكالة الفضاء الأوربية 400 مليون يورو إضافية لتمويل خمس رحلات تطوير بين 2012 و 2014.
تكلف الرحلة التجارية الواحدة 32 مليون يورو (من ضمنها 7 ملايين يورو كلفة الخدمة والتسويق لشركة أريان سبيس) ويكلف الصاروخ وحده 25 مليون يورو، هذا إذا كان معدل الإطلاق 2 صاروخ في السنة.ويمكن أن تنخفض الكلفة إلى 22 مليون يورو إذا كان معدل الإطلاق 4 صواريخ في العام الواحد.

## تطورات مستقبلية

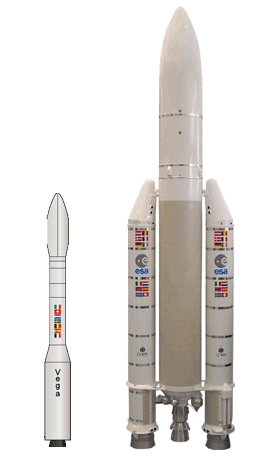
فيجا وأريان 5 جنبًا إلى جنب

هناك دراسة لصاروخ متوسط الحجم باستخدام عناصر الصاروخين فيغا و أريان 5.هذا الصاروخ الجديد سيستخدم المرحلة الأولى منأريان 5 (بي230) والمرحلة الثانية من الصاروخ فيغا (فيغا بي 80) والمرحلة الثالثة من أريان 5 باستخدام أحد أنواع الوقود أما القابل للخزن أو الوقود المجمد.
تجاوزت ترقية الصاروخ فيغا دراسة الجدوى الاقتصادية والخطط تتجه نحو صناعة المرحلة الثالثة والرابعة المنخفضة الكلفة ونظام قيادة جديد.والهدف من التحديثات الجديدة تحسين الإداء بنسبة 30% من غير زيادة كبية في الأسعار.

## اقرأ ايضاً
- نظام الإطلاق المستهلك
- أريان سبيس